# Заложе
Заложе (на словенски: Založe) е село в Словения, Савински регион, община Ползела. Според Националната статистическа служба на Република Словения през 2015 г. селото има 427 жители.